# Konrad Eubel
Konrad Eubel, właśc. Sebastian Eubel (ur. 19 stycznia 1842 w Sinning, zm. 5 lutego 1923 w Würzburgu) – niemiecki prezbiter rzymskokatolicki i badacz historii Kościoła oraz zakonu franciszkańskiego.

## Życiorys
Urodził się 19 stycznia 1842 roku w Sinning, nieopodal Neuburg an der Donau, jako syn Johanna Gärtnera i Ellis Maier. Na chrzcie otrzymał imię Sebastian. Po odebraniu podstawowej edukacji uczęszczał do gimnazjum humanistycznego w Dillingen an der Donau, a następnie rozpoczął studia w Wyższej Szkole Filozoficznej w Augsburgu. Podczas studiów podjął decyzję o wstąpieniu do stanu duchownego i złożył podanie o przyjęcie do zakonu franciszkanów konwentualnych jesienią 1861 roku, jednakże został pierwotnie odrzucony. Trzy lata później jednak został przyjęty. 30 lipca 1864 roku przyjął obłóczyny i przybrał imię zakonne Konrad, a 1 sierpnia następnego roku złożył profesję wieczystą.
Podjął studia teologiczne na Uniwersytecie Juliusza i Maksymiliana, które ukończył w 1868 roku i 18 marca przyjął święcenia kapłańskie. Podczas studiów zainteresował się historią Kościoła, dzięki swojemu nauczycielowi – Josephowi Hergenrötherowi. Po zakończeniu nauki został skierowany do Liznu nad Renem, do Ogghersheim, a w 1875 roku – do Würzburga. Na początku lat 80. XIX wieku rozpoczął pracę nad historią swojego zakonu i w 1886 roku opublikował swoją pierwszą pracę na ten temat – „Geschichte der oberdeutschen Minoritenprovinz”. Za swoje dokonania, trzy lata później otrzymał doktorat honoris causa od Wydziału Teologicznego Uniwersytetu w Würzburgu.
Jego działalność została doceniona także w Rzymie, bowiem został zaproszony do współpracy przez Penitencjarię Apostolską i Archiwa Watykańskie. Rozpoczął wówczas pracę nad nową publikacją opisującą historię franciszkanów, która została wydana jako trzytomowe dzieło (z jednym tomem uzupełniającym) pod tytułem „Bullarium Franciscanum”. Jednocześnie pracował nad swoim magnum opus, czyli „Hierarchia Catholica Medii Aevi”, która stanowi zestawienie wszystkich papieży, kardynałów i biskupów od końca XII wieku. Praca ta została pozytywnie oceniona w Rzymie przez Franza Ehrle oraz Heinricha Deniflego. W 1898 roku kapituła generalna zakonu powołała go na dożywotnią funkcję definitora generalnego. Osiem lat później powrócił z Rzymu do Würzburga, gdzie osiadł w klasztorze. Zmarł 5 lutego 1923 roku w Würzburgu.

## Publikacje
Lista:
- Geschichte der oberdeutschen (Straßburger) Minoritenprovinz (1887)
- Bullarium Franciscanum (1898-1904)
- Hierarchia Catholica Medii Aevi (1898-1910, 1913-23)
- Die avignonsche Obödienz der Mendikantenorden (1906)
- Geschichte der Kölner Minoritenprov (1921)
- Die 700j. Niederlassung d. Franziskaner-Minoriten in Würzburg (1922)